# 김해율하고등학교
김해율하고등학교(金海栗下高等學校)는 대한민국 경상남도 김해시 율하동에 위치한 공립 고등학교이다.

## 학교 연혁
- 2010년 12월 30일 : 학교 설립인가 조례 공표
- 2011년 3월 1일 : 김해율하고등학교 개교
- 2011년 3월 1일 : 초대 박희섭 교장 취임
- 2011년 3월 2일 : 제1회 입학식(12학급 467명)
- 2012년 3월 1일 : 여학생 체육활성화 정책 연구학교 운영
- 2014년 2월 7일 : 제1회 졸업식(12학급 443명)
- 2015년 3월 1일 : 교과용 도서개발 정책 연구학교 운영(여성가족부)
- 2016년 3월 1일 : 성인권 교과용도서 정책 연구학교(여성가족부)
- 2020년 3월 1일 : 고교학점제 학교공간 혁신학교 선정(4층 '생각의숲' 학습카페조성)
- 2021년 3월 1일 : 자율학교 3차 재지정(2021.3.~2024.2.)
- 2021년 3월 1일 : AI(인공지능)교육 모델학교 선정
- 2022년 2월 10일 : 제9회 졸업식 졸업생 수(11학급 351명, 총 졸업생 3,573명)
- 2022년 9월 1일 : 제5대 심재일 교장 취임
- 2023년 3월 2일 : 제13회 입학식(14학급 392명)

## 참고 자료
- 김해율하고등학교 - 한국교육학술정보원 학교알리미